# 조선총독부 법무국
조선총독부 법무국(朝鮮總督府 法務局)은 조선총독부가 설치한 행정 조직이며 일제강점기 조선에서 사법 사무를 관장하였다.

## 연혁
1909년 6월에 대한제국의 사법과 감옥 업무가 일본으로 이관되었다. 10월에 공포된 통감부 사법청관제(칙령 제242호)에 의하여 11월 1일에 통감부 사법청(장은 사법장관)이 설치되었다. 1910년 10월 1일에 한일 병합 조약이 체결되어 조선총독부가 설치되면서 독립 관청인 사법청은 총독부 사법부가 되었다. 1919년 8월 20일에 법무국으로 개편되었다.

## 기구
※ 1941년 9월 1일 당시의 조직 구성이다. 이외에 총독부 소속 관청으로 재판소(고등법원, 복심법원, 지방법원), 검사국, 형무소, 보호관찰소, 예방구금소, 형무연습소 등이 있었다.
- 법무국(法務局)
  - 형사과(刑事課)
  - 민사과(民事課)
  - 행형과(行刑課)

## 참고 문헌
- 조선총독부 편, 《시정 30년사》(施政三十年史), 조선총독부, 1940년.(1940년)
- 조선총독부 편, 《조선사정 쇼와 17년도판》(朝鮮事情 昭和十七年度版), 조선총독부, 1941년.
- 전전기관료제연구회 편, 《전전기일본관료제의 제도·조직·인사》(戰前期日本官僚制の制度·組織·人事), 도쿄대학교출판회, 1981년.

## 같이 보기
- 조선총독부
- 조선총독부 재판소